# هیرویوکی کیوکاوا
هیرویوکی کیوکاوا (انگلیسی: Hiroyuki Kiyokawa؛ زادهٔ ۳ ژوئن ۱۹۶۷) بازیکن فوتبال اهل ژاپن است.
از باشگاه‌هایی که در آن بازی کرده‌است می‌توان به باشگاه فوتبال کاشیوا ریسول اشاره کرد.